# Risfjorden (Gamvik)
 For alternative betydninger, se Risfjorden. (Se også artikler, som begynder med Risfjorden)
Risfjorden er en fjord på Nordkinnhalvøen i Gamvik kommune i Troms og Finnmark fylke i Norge. Fjorden har indløb mellem Larsolaurda i vest og Skalangsneset i øst og går fire kilometer mod syd til Laksesættet i enden af fjorden. Øst for Skalangsneset ligger Koifjorden. Syd for fjorden ligger søen Koifjordsvannet
Der har været bebyggelser på  på begge sider af fjorden som kaldtes Risfjord.